# 빗자루토끼
빗자루토끼(Lepus castroviejoi)는 토끼과에 속하는 포유류의 일종이다. 스페인 북부 지역의 토착종이다. 세라 도스 앙카레스와 시에라 데 페나 라브라 사이의 스페인 북부 칸타브리아산맥에 제한적으로 분포한다. 분포 지역은 동쪽에서 서쪽까지 약 230km, 북쪽에서 남쪽으로 약 25~40km에 걸쳐 있다. 해발 최대 2,000m 이내의 산악 지대에서 서식한다. 서식지는 에리카와 칼루나, 산앵도나무 등이 자라는 황야 지대이다. 참나무와 너도밤나무 등이 자라는 혼합 활엽수림에서도 서식한다.